# Gran Premio de España de Motociclismo de 1980
El Gran Premio de España de Motociclismo de 1980 fue la segunda prueba de la temporada 1980 del Campeonato Mundial de Motociclismo. El Gran Premio se disputó el 18 de mayo de 1980 en el Circuito del Jarama.

## Resultados 500cc
El estadounidense Kenny Roberts dominó este Gran Premio y cosechó la segunda victoria de la temporada para él. El italiano Marco Lucchinelli lideró las ocho primeras vueltas del Gran Premio hasta que fue superado por Roberts. Randy Mamola completó el podio.
| Pos.     | Piloto                | Equipo     | Tiempo     | Pts. |
| -------- | --------------------- | ---------- | ---------- | ---- |
| 1        | Kenny Roberts         | Yamaha     | 55' 59" 57 | 15   |
| 2        | Marco Lucchinelli     | Suzuki     | +4" 14     | 12   |
| 3        | Randy Mamola          | Suzuki     | +18" 75    | 10   |
| 4        | Takazumi Katayama     | Suzuki     | +22" 20    | 8    |
| 5        | Barry Sheene          | Yamaha     | +49" 68    | 6    |
| 6        | Johnny Cecotto        | Yamaha     | +53" 50    | 5    |
| 7        | Franco Uncini         | Suzuki     | +58" 08    | 4    |
| 8        | Philippe Coulon       | Suzuki     | +59" 85    | 3    |
| 9        | Michel Frutschi       | Yamaha     | +1' 13" 14 | 2    |
| 10       | Carlo Perugini        | Suzuki     | +1' 18" 00 | 1    |
| 11       | Michel Rougerie       | Suzuki     | +1' 21" 51 |      |
| 12       | Graeme Crosby         | Suzuki     | +1' 21" 91 |      |
| 13       | Kork Ballington       | Kawasaki   | +1' 24" 93 |      |
| 14       | Seppo Rossi           | Suzuki     | +1 Vuelta  |      |
| 15       | Jack Middelburg       | Yamaha     | +1 Vuelta  |      |
| 16       | Christian Estrosi     | Suzuki     | +1 Vuelta  |      |
| 17       | Hubert Rigal          | Yamaha     | +1 Vuelta  |      |
| 18       | Boet van Dulmen       | Yamaha     | +1 Vuelta  |      |
| 19       | Markku Matikainen     | Yamaha     | +1 Vuelta  |      |
| Ret      | Sadao Asami           | Yamaha     | Ret        |      |
| Ret      | Gianni Rolando        | Suzuki     | Ret        |      |
| Ret      | Patrick Pons          | Yamaha     | Ret        |      |
| Ret      | Werner Nenning        | Yamaha     | Ret        |      |
| Ret      | Patrick Fernández     | Yamaha     | Ret        |      |
| Ret      | Bernard Fau           | Suzuki     | Ret        |      |
| Ret      | Graziano Rossi        | Suzuki     | Ret        |      |
| Ret      | Sergio Pellandini     | Suzuki     | Ret        |      |
| Ret      | Wil Hartog            | Suzuki     | Ret        |      |
| Ret      | Skip Aksland          | Yamaha     | Ret        |      |
| Ret      | Richard Hubin         | Yamaha     | Ret        |      |
| Ret      | Christian Sarron      | Yamaha     | Ret        |      |
| DNQ      | Elmar Renner          | Suzuki     | DNQ        |      |
| DNQ      | Gary Lingham          | Suzuki     | DNQ        |      |
| DNQ      | Peter Sjöström        | Suzuki     | DNQ        |      |
| DNQ      | Didier de Radiguès    | Suzuki     | DNQ        |      |
| DNQ      | Raymond Roche         | Yamaha     | DNQ        |      |
| DNQ      | Carlos de San Antonio | Suzuki     | DNQ        |      |
| DNQ      | Antonio García Moreno | Suzuki     | DNQ        |      |
| DNQ      | Gianni Pelletier      | Morbidelli | DNQ        |      |
| DNQ      | Peter Sjöström        | Suzuki     | DNQ        |      |
| DNQ      | Elmar Renner          | Suzuki     | DNQ        |      |
| Sources: |                       |            |            |      |

## Resultados 250cc
Carrera monótona en el cuarto de litro. El sudafricano Kork Ballington siempre fue en cabeza y el alemán Anton Mang le seguía con una diferenca que oscilaba entre 2 a 9 segundos. El francés Thierry Espié acabó tercero.
| Pos. | Piloto                       | Equipo           | Tiempo     | Pts. |
| ---- | ---------------------------- | ---------------- | ---------- | ---- |
| 1    | Kork Ballington              | Kawasaki         | 48' 40" 90 | 15   |
| 2    | Anton Mang                   | Krauser-Kawasaki | +8" 17     | 12   |
| 3    | Thierry Espié                | Bimota-Yamaha    | +14" 50    | 10   |
| 4    | Jean-François Baldé          | Kawasaki         | +28" 36    | 8    |
| 5    | Roland Freymond              | Ad Maiora        | +33" 86    | 6    |
| 6    | Jacques Cornu                | Yamaha           | +37" 00    | 5    |
| 7    | Gianpaolo Marchetti          | MBA              | +40" 28    | 4    |
| 8    | Jean-Louis Guignabodet       | Kawasaki         | +40" 86    | 3    |
| 9    | Carlos Lavado                | Yamaha           | +1' 05" 90 | 2    |
| 10   | Reinhold Roth                | Yamaha           | +1:14.050  | 1    |
| 11   | Edoardo Alemán               | Yamaha           | +1:17.180  |      |
| 12   | Éric Saul                    | Bimota-Yamaha    | +1:19.750  |      |
| 13   | Edi Stöllinger               | Kawasaki         | +1:19.950  |      |
| 14   | Jean-Louis Tournadre         | Yamaha           | +1:27.440  |      |
| 15   | Paolo Ferretti               | Yamaha           | +1:35.560  |      |
| 16   | Alan North                   | Yamaha           | +1:36.090  |      |
| 17   | Pierre Tocco                 | Yamaha           | + 1 Vuelta |      |
| 18   | José María Mallol            | Yamaha           | + 1 Vuelta |      |
| 19   | Eero Hyvärinen               | Yamaha           | + 1 Vuelta |      |
| 20   | Hans Müller                  | Yamaha           | + 1 Vuelta |      |
| 21   | Andrés Rubio Pérez           | Yamaha           | + 1 Vuelta |      |
| 22   | Tony Head                    | Yamaha           | + 1 Vuelta |      |
| 23   | André Gouin                  | Yamaha           | + 1 Vuelta |      |
| 24   | Carlos Morante               | Yamaha           | + 1 Vuelta |      |
| Ret  | Karl-Thomas Grässel          | Yamaha           | Ret        |      |
| Ret  | Klaas Hernamdt               | Yamaha           | Ret        |      |
| Ret  | Jean-Marc Toffolo            | Bimota-Yamaha    | Ret        |      |
| Ret  | René Delaby                  | Yamaha           | Ret        |      |
| Ret  | Graham Young                 | Yamaha           | Ret        |      |
| Ret  | Pekka Nurmi                  | Yamaha           | Ret        |      |
| Ret  | Bruno Kneubühler             | Yamaha           | Ret        |      |
| DNQ  | Fernando González de Nicolás | Yamaha           | DNQ        |      |
| DNQ  | Marcelino García             | Yamaha           | DNQ        |      |
| DNQ  | Luis Ricart                  | Yamaha           | DNQ        |      |
| DNQ  | Luis Miguel Reyes            | Yamaha           | DNQ        |      |
| DNQ  | Enrique de Juan              | Yamaha           | DNQ        |      |
| DNQ  | Hermano Sobral               |                  | DNQ        |      |
| DNQ  | Bengt Elgh                   | Yamaha           | DNQ        |      |
| DNQ  | Peter Looijesteijn           | Yamaha           | DNQ        |      |
| DNQ  | Barry Smith                  | Yamaha           | DNQ        |      |

## Resultados 125cc
En el octavo de litro, el italiano Pier Paolo Bianchi se destaca en la clasificación general mientras que su máximo rival, el español Ángel Nieto abandonaba en la tercera vuelta por problemas mecánicos. el venezolano Iván Palazzese y el suizo Bruno Kneubühler fueron segundo y tercer respectivamente.
| Pos. | Piloto                 | Moto            | Tiempo     | Pts. |
| ---- | ---------------------- | --------------- | ---------- | ---- |
| 1    | Pier Paolo Bianchi     | MBA             | 45' 36" 02 | 15   |
| 2    | Iván Palazzese         | MBA             | +11" 77    | 12   |
| 3    | Bruno Kneubühler       | MBA             | +19" 80    | 10   |
| 4    | Barry Smith            | MBA             | +29" 12    | 8    |
| 5    | Ricardo Tormo          | MBA             | +39" 87    | 6    |
| 6    | Rolf Blatter           | MBA             | +47" 82    | 5    |
| 7    | August Auinger         | MBA             | +51" 72    | 4    |
| 8    | Hans Müller            | MBA             | +59" 39    | 3    |
| 9    | Stefan Dörflinger      | MBA             | +1' 11" 95 | 2    |
| 10   | Hugo Vignetti          | MBA             | +1' 12" 94 | 1    |
| 11   | Marcelino García       | Morbidelli      | + 1 Vuelta |      |
| 12   | Anton Straver          | MBA             | + 1 Vuelta |      |
| 13   | Peter Looijesteijn     | MBA             | + 1 Vuelta |      |
| 14   | Alfred Waibel          | Morbidelli      | + 1 Vuelta |      |
| 15   | Gerhard Waibel         | MBA             | + 1 Vuelta |      |
| 16   | Matti Kinnunen         | MBA             | + 1 Vuelta |      |
| 17   | Per-Edvard Carlsson    | Morbidelli      | + 1 Vuelta |      |
| 18   | Willy Pérez            | Morbidelli      | + 1 Vuelta |      |
| 19   | Cees van Dongen        | MBA             | + 1 Vuelta |      |
| Ret  | Ángel Nieto            | Minarelli       | Ret        |      |
| Ret  | Guy Bertin             | Motobécane      | Ret        |      |
| Ret  | Eugenio Lazzarini      | Iprem           | Ret        |      |
| Ret  | Thierry Noblesse       | MBA             | Ret        |      |
| Ret  | Henk van Kessel        | Condor          | Ret        |      |
| Ret  | Jean-Louis Guignabodet | Morbidelli      | Ret        |      |
| Ret  | Miguel Cortés          | Morbidelli      | Ret        |      |
| Ret  | Edi Stöllinger         | MBA             | Ret        |      |
| Ret  | Fernando González      | Morbidelli      | Ret        |      |
| Ret  | Martin van Soest       | MBA             | Ret        |      |
| Ret  | Tony Smith             | Morbidelli      | Ret        |      |
| DNQ  | Jorge Navarrete        | Morbidelli      | DNQ        |      |
| DNQ  | José Navarrete         | Morbidelli      | DNQ        |      |
| DNQ  | Jean-Claude Selini     | MBA             | DNQ        |      |
| DNQ  | John Kernan            | MBA             | DNQ        |      |
| DNQ  | Walter Rapolani        | MBA             | DNQ        |      |
| DNQ  | Patrick Hérouard       | MBA             | DNQ        |      |
| DNQ  | Hagen Klein            | Hess Special    | DNQ        |      |
| DNQ  | Chris Baert            | CVD MBA Spezial | DNQ        |      |
| DNQ  | Banjamín Grau          | Derbi           | DNQ        |      |
| DNQ  | Ramón Pano             | Morbidelli      | DNQ        |      |

## Resultados 50cc
En la categoría menor cilindrada, remontada del italiano Eugenio Lazzarini que recuperó desde la undécima posición para ganar la carrera, la cuarta que consigue en este circuito. El español Ricardo Tormo lideró la prueba pero tuvo problemas con la potencia de la moto y acabó en quinto lugar. El suizo Stefan Dörflinger y el holandés Henk van Kessel fueron segundo y tercero respectivamente.
| Pos. | Piloto                | Moto          | Tiempo     | Pts. |
| ---- | --------------------- | ------------- | ---------- | ---- |
| 1    | Eugenio Lazzarini     | Iprem         | 33' 46" 51 | 15   |
| 2    | Stefan Dörflinger     | Kreidler      | +3" 85     | 12   |
| 3    | Henk van Kessel       | Pentax-Sparta | +5" 44     | 10   |
| 4    | Rolf Blatter          | Kreidler      | +5" 83     | 8    |
| 5    | Ricardo Tormo         | Kreidler      | +6" 68     | 6    |
| 6    | Yves Dupont           | ABF           | +26" 32    | 5    |
| 7    | Jacky Hutteau         | ABF           | +50" 86    | 4    |
| 8    | Daniel Mateos         | Derbi         | +55" 11    | 3    |
| 9    | Claudio Lusuardi      | Bultaco       | +56" 22    | 2    |
| 10   | Wolfgang Müller       | Kreidler      | +1' 18" 91 | 1    |
| 11   | Enrico Cereda         | DRS           | +1' 21" 13 |      |
| 12   | Aldo Pero             | Kreidler      | +1' 45" 13 |      |
| 13   | Hagen Klein           | Horex         | +1' 45" 54 |      |
| 14   | Ingo Emmerich         | Kreidler      | +1' 56" 60 |      |
| 15   | Cees van Dongen       | Kreidler      | + 1 Vuelta |      |
| 16   | Bruno Di Carlo        | ABF           | + 1 Vuelta |      |
| 17   | Jorge Navarette       | Derbi         | + 1 Vuelta |      |
| 18   | Joaquín Galí          | Bultaco       | + 1 Vuelta |      |
| 19   | Walter Rapolani       | Kreidler      | + 1 Vuelta |      |
| 20   | Reiner Koster         | DRS           | + 1 Vuelta |      |
| Ret  | Theo Timmer           | Bultaco       | Ret        |      |
| Ret  | Gerhard Bauer         | Kreidler      | Ret        |      |
| Ret  | Vicente Ferrer        | Bultaco       | Ret        |      |
| Ret  | Gerhard Waibel        | Kreidler      | Ret        |      |
| Ret  | José Antonio Ingles   | Kreidler      | Ret        |      |
| Ret  | Gerhard Singer        | Kreidler      | Ret        |      |
| Ret  | José Luis Pereira     | Kreidler      | Ret        |      |
| Ret  | Rudolf Kunz           | Kreidler      | Ret        |      |
| Ret  | Henrique Sande        | Kreidler      | Ret        |      |
| Ret  | Daniel Corvi          | Kreidler      | Ret        |      |
| DNQ  | Alain Hannecart       | BRH           | DNQ        |      |
| DNQ  | Chris Baert           | CVD           | DNQ        |      |
| DNQ  | Stefan Danielsson     | Kreidler      | DNQ        |      |
| DNQ  | Peter Verbic          | Kreidler      | DNQ        |      |
| DNQ  | Antonio José Monteiro |               | DNQ        |      |
| DNQ  | Bruno Treutlein       | Kreidler      | DNQ        |      |
| DNQ  | Ramon Galí            | Bultaco       | DNQ        |      |